# Ssss
Ssss è il primo album dei VCMG, duo composto da Martin Gore, chitarrista, tastierista ed autore dei testi dei Depeche Mode e da Vince Clarke, tastierista e compositore dei Depeche Mode (solo nell'album Speak & Spell), degli Yazoo e degli Erasure. È stato pubblicato il 12 marzo 2012 dalla Mute Records.

## Tracce
CD, LP, Download digitale
Musiche di Vince Clarke, Martin L. Gore; edizioni musicali Grabbing Hands Music LTD.
1. Lowly – 5:27
2. Zaat – 6:28
3. Spock – 5:40
4. Windup Robots – 5:25
5. Bendy Bass – 6:04
6. Single Blip – 5:47
7. Skip This Track – 5:40
8. Aftermaths – 6:21
9. Recycle – 6:37
10. Flux – 5:18